# 巴域县
巴域縣（皇家轉寫：Prawet）是泰國首都曼谷轄下的50個区。
巴域縣總面積52.5平方公里。根據泰國官方於2017年所作的人口調查數據顯示：居住於巴域縣的總人口數量為175656人。人口密度為3,345.82人/平方公里。

## 歷史
巴域縣曾經是拍崑崙縣的一部分。巴域縣於1989年升格為一個獨立的縣。

## 教育機構
汎亞國際學校以及威爾斯國際學校（包括威爾斯國際幼兒園班）皆位於巴域縣。

## 宗教場所
阿薩達清真寺以及班唐卡維清真寺皆位於巴域縣。